# Яблуновка (Прилукский район)
Яблуно́вка (укр. Яблунівка) — село в Прилукском районе Черниговской области Украины, административный центр Яблуновской сельской общины. Было центром Яблуновского сельсовета. Население — 1569 человек. Занимает площадь 8,918 км².
Код КОАТУУ: 7424189701. Почтовый индекс: 17591. Телефонный код: +380 4637.

## География
Селом протикает речка Руда, левый приток Перевода.
Расстояние до районного центра:Прилуки : (19 км.), до областного центра:Чернигов ( 130 км. ), до столицы:Киев ( 119 км. ), до аэропортов:Борисполь (93 км.).  Ближайшие населенные пункты: Дубовый Гай 3 км,Яблоновское 4 км, Ковтуновка и Новая Тернавщина 6 км.

## История
Впервые упоминается в 1629 году. С 1709 года принадлежало Гамалеевскому Харлампиеву монастырю.

## Достопримечательности
Спасо-Преображенская церковь (1815).

## Известные уроженцы
- Нетребко, Василий Прокофьевич (1920—2007) — учёный в области механики
- Черненко, Анатолий Михайлович (1926—2000) — украинский советский историк, педагог.
- Харлан, Иван Фёдорович (1921—2003) — участник Великой Отечественной войны, заместитель командира авиационной эскадрильи

## Власть
Орган местного самоуправления — Яблуновский сельский совет. Почтовый адрес: 17591, Черниговская обл., Прилукский р-н, с. Яблуновка, ул. Независимости, 16.